# Rattlesnakes
Az 1984-es Rattlesnakes a Lloyd Cole and the Commotions debütáló nagylemeze. Az Egyesült Királyságban a 13. helyig jutott, és olyan slágereket termelt, mint a Perfect Skin (26. hely), a Forest Fire (41. hely) és a Rattlesnakes (65. hely). Szerepel az 1001 lemez, amit hallanod kell, mielőtt meghalsz című könyvben.

## Az album dalai
|     | Cím                              | Szerző(k)              | Hossz |
| --- | -------------------------------- | ---------------------- | ----- |
| 1.  | Perfect Skin                     | Lloyd Cole             | 3:16  |
| 2.  | Speedboat                        | Cole                   | 4:37  |
| 3.  | Rattlesnakes                     | Cole, Neil Clark       | 3:28  |
| 4.  | Down on Mission Street           | Cole                   | 3:49  |
| 5.  | Forest Fire                      | Cole                   | 4:39  |
| 6.  | Charlotte Street                 | Cole                   | 3:55  |
| 7.  | 2cv                              | Cole                   | 2:52  |
| 8.  | Four Flights Up                  | Cole, Lawrence Donegan | 2:37  |
| 9.  | Patience                         | Cole, Blair Cowan      | 3:40  |
| 10. | Are You Ready to Be Heartbroken? | Cole, Clark            | 3:06  |

## Közreműködők

### Zenészek
- Neil Clark – gitár
- Lloyd Cole – ének, gitár
- Blair Cowan – billentyűk
- Lawrence Donegan – basszusgitár
- Stephen Irvine – dob, csörgődob

### Produkció
- Paul Hardiman – producer
- Ric Ocasek – újrakeverés (Perfect Skin, Four Flights Up, Patience)
- Anne Dudley and the Commotions – vonósok
- Derek MacKillop – menedzsment
- Robert Farber – borítókép
- Da Gama – borító design

## Fordítás
Ez a szócikk részben vagy egészben a Rattlesnakes (album) című angol Wikipédia-szócikk ezen változatának fordításán alapul.  Az eredeti cikk szerkesztőit annak laptörténete sorolja fel. Ez a jelzés csupán a megfogalmazás eredetét és a szerzői jogokat jelzi, nem szolgál a cikkben szereplő információk forrásmegjelöléseként.